# ملكة جمال الكون 1985
ملكة جمال الكون 1985 هي مسابقة ملكة جمال الكون الرابعة والثلاثين في تاريخ مسابقة ملكة جمال الكون منذ انطلاقتها عام 1952، تم عقد مسابقة في 15 يوليو 1985 في مركز جيمس أل. نايت للمؤتمرات في ميامي، فلوريدا، الولايات المتحدة الأمريكية. تنافس في المسابقة سبعة وسبعون متسابقة من أقاليم وبلدن العالم. في نهاية الحدث توجت ديبورا كارثي ديو من بورتوريكو من قبل ملكة جمال الكون السابقة السويدية إيفون ريدينغ .

## النتائج

### المراكز النهائية
| النتائج النهائية     | المتنافسة |
| -------------------- | --- |
| ملكة جمال الكون 1985 | - بورتوريكو - ديبورا كارثي ديو |
| الوصيفة الأولى       | - أسبانيا - تيريزا سانشيز لوبيز |
| الوصيفة الثانية      | - زائير - كايونجا موريكا |
| الوصيفة الثالثة      | - فنزويلا - سيلفيا مارتينيز |
| الوصيفة الرابعة      | - الأوروغواي - أندريا لوبيز |
| أفضل 10              | - البرازيل - مارسيا دي أوليفيرا - كندا - كارين إليزابيث تيلي - تشيلي - كلوديا فان سينت - أيرلندا - أوليفيا تريسي - الولايات المتحدة - لورا هارينج |

## المتسابقات
- الأرجنتين - أنينا كاستانيو
- أروبا - إليزابيث رولي
- النمسا - مارتينا هايدن
- جزر البهاما - كليوباترا أديرلي
- باربادوس - إليزابيث وادمان
- بلجيكا - آن فان دير بروك
- بليز - جينيفر وودز
- برمودا - جانيل نادرة فورد
- بوليفيا  - غابرييلا أوروزكو
- البرازيل - مارسيا غابرييل
- جزر العذراء البريطانية - جنيفر ليونورا بن
- كندا - كارين إليزابيث تيلي
- جزر كايمان - إميلي هيرستون
- تشيلي - كلوديا إميليا فان سينت جان ديل بيدريجال
- كولومبيا - ساندرا يوجينيا بوردا كالداس
- جزر كوك - إيسي أبولونيا موكوتوبو
- كوستاريكا - روزبيل شاكون بيريرا
- كوراساو - شيدا ويبر
- قبرص - أندري أندريو
- الدنمارك - سوزان راسموسن
- دومينيكا - مارجريت روز تبرد لارتيج
- جمهورية الدومينيكان - ميلبا فيسينز بيلو
- الإكوادور - ماريا إيلينا ستانجل
- إلسالفادور - جوليا هايدي مورا
- إنجلترا - هيلين ويستليك
- فنلندا - مارجا كينونين
- فرنسا - سوزان اسكندر
- ألمانيا - ستيفاني أنجيليكا روث
- جبل طارق - كارينا هولاندز
- اليونان - سابينا داميانيديس
- غوام - لوسي كاربوليدو مونتينولا
- غواتيمالا - بيرلا إليزابيث بريرا فرونويرث
- هايتي - أرييل جينتي
- هولندا - بريجيت بيرجمان
- هندوراس - ديانا مارغريتا غارسيا
- هونغ كونغ - شالين تسي مينغ
- آيسلندا - هانا برينديس جونسدوتير
- الهند - سونيا واليا
- جمهورية أيرلندا - أوليفيا ماري تريسي
- إسرائيل - هيلا كيلمان
- إيطاليا - آن بياتريس بوبي
- اليابان - هاتسومي فوروساوا
- كوريا - تشوي يونغ أوك
- لبنان - جويس سحاب
- لوكسمبورغ - غابرييل كياريني
- ماليزيا - أغنيس تشين
- مالطا - فيونا ميكاليف
- المكسيك - يولاندا دي لا كروز
- نيوزيلندا - كلير جلينيستر
- جزر ماريانا الشمالية - أنطوانيت ماري فلوريس
- النرويج - كارين مارغريت مو
- بنما - جانيت إيفيث فاسكيز سانجور
- بابوا غينيا الجديدة - كرمل فاجي
- باراغواي - بيفرلي أوكامبو
- بيرو - ماريا جراسيا غالينو
- الفلبين - جويس بيرتون
- بولندا - كاتارزينا زويدزكا
- البرتغال - الكسندرا غوميز
- بورتوريكو - ديبورا كارثي ديو
- لا ريونيون - دومينيك دي لورت سيرينان
- إسكتلندا - جاكلين هندري
- السنغال - شانتال لوبيلو
- سنغافورة - ليانا تشيوك
- إسبانيا - تيريزا سانشيز لوبيز
- سريلانكا - راماني ليز بارثولوميوش
- السويد - كارينا ماركلوند
- تاهيتي - هيناري كيليان
- تايلاند  - تارنتيب بونغسوك
- ترينيداد وتوباغو - بريندا جوي فاهي
- جزر توركس وكايكوس - ميريام كوراليتا آدامز
- الأوروغواي - أندريا لوبيز
- الولايات المتحدة  - لورا هيرينج
- جزر العذراء الأمريكية - موديت ألدا هندرسون
- فنزويلا - سيلفيا مارتينيز
- ويلز - باربرا كريستيان
- ساموا الغربية - تريسي ميهالجيفيتش
- يوغوسلافيا - دينكا ديليتش
- زائير - كايونجا بينيتا موريكا تيتي

## الروابط الخارجية
- موقع ملكة جمال الكون الرسمي